# Griekse kalender
De term Griekse kalender verwijst niet naar één uniforme kalender, aangezien de Griekse poleis geen samenhangend geheel vormden, maar een verzameling van autonome steden. Dit leidde tot grote variatie in tijdsaanduidingen. Elke polis gebruikte eigen benamingen voor maanden en een eigen startpunt voor het nieuwe jaar. Zelfs binnen regio’s waren kalenders niet statisch, maar veranderden ze door de tijd heen. Naast absolute tijdsaanduidingen, zoals maanden en jaartallen, maakten de Grieken vaak gebruik van relatieve tijdsaanduidingen, waarbij gebeurtenissen werden gedateerd door te verwijzen naar andere momenten in het verleden of de toekomst.

## Geografische verschillen[1]

### Lokale kalenders in het oude Griekenland
Elke Griekse polis had een eigen lokale kalender, die vaak sterk verschilde van die van naburige poleis. Lokale kalenders zijn bekend uit Athene, Delos, Delphi, Elea, Milete, Phokis, Sparta, en regio’s zoals Aetolië, Boeotië, Ionië en Thessalië. Ook binnen de Attische demen deden specifieke kalenders de ronde. Er is weinig bewijs overgeleverd over deze kalenders vóór de Macedonische invasie, en de meeste bewaard gebleven bronnen dateren uit deze latere periode, waarin verschillen tussen lokale kalenders duidelijker worden.

### Verschillen in Griekse kalenders
Griekse kalenders verschilden op twee manieren: de naamgeving van de maanden en het moment waarop het nieuwe jaar begon. De meeste kalenders hadden een sacraal karakter, met maanden genoemd naar vereerde goden of religieuze feesten die in die periode plaatsvonden. Dit verschilt met maandkalenders in het Nabije Oosten, zoals de Sumerische kalenders, waar maanden vaak werden genoemd naar landbouw- of seizoensgebonden verschijnselen (zoals ook ruime tijd gebruikelijk in ons taalgebied, met begrippen als ‘oogstmaand’ etc.). Vanaf de 2e eeuw v.Chr. voerden sommige poleis, zoals Achaea, Ozolisch Lokris en Phokis, een numeriek systeem in voor de naamgeving van maanden, wat wijst op een poging tot secularisering. 
De Ionische en Attische kalenders deelden enkele maandnamen, zoals ‘Thargelion’, ‘Metageitnion’, ‘Boedromion’, ‘Pyanopsion’ (in Athene ook wel ‘Pyanepsion’ genoemd), ‘Poseideon’ en ‘Anthesterion’. Deze overlap kan voortkomen uit de Atheense migratie naar Ionië in eerdere eeuwen of uit de religieuze invloed van het orakelcentrum Delphi. Dit religieuze centrum speelde een belangrijke rol in de verspreiding van culturele en politieke gebruiken in de Griekse wereld, wat mogelijk het sacrale karakter van de kalenders beïnvloedde, ondanks verschillen in naamgeving.
Ook Delos deelde enkele maanden met Athene, zoals ‘Thargelion’, ‘Hekatombaion’, ‘Metageitnion’ en ‘Poseideon’ (op Delos soms als Posideon geschreven). Opmerkelijk is dat Delos slechts vier maanden met Athene deelde, ondanks de langdurige afhankelijkheid van het eiland van deze polis. De verschillen tussen deze kalenders zaten vooral in de bepaling van het begin van het nieuwe jaar, wat leidde tot diatopische variaties. Deze variaties veroorzaakten uitdagingen bij het vergelijken en synchroniseren van de kalenders, een terugkerend probleem bij de analyse ervan.

### Begin van het jaar
In de Griekse wereld waren er traditioneel vier momenten waarop een nieuw jaar kon beginnen: de zonnewende (zomer- of winterzonnewende) en de equinox (lente- of herfstequinox). In Athene en Delphi begon het jaar bij de zomerzonnewende, terwijl Delos en Boeotië de winterzonnewende gebruikten, wat het meest overeenkomt met de Gregoriaanse kalender. In Aetolië werd de herfstequinox als startpunt gebruikt, en in de 4e eeuw v.Chr. stapte de Delische kalender over van de herfstequinox naar de lenteequinox. De redenen achter de keuze voor deze momenten zijn niet bekend.

## Chronografie[2]
In de Griekse literatuur werd zelden een absolute jaartelling gebruikt. In plaats daarvan domineerde de relatieve tijdsaanduiding, waarbij tijd werd aangeduid door te verwijzen naar een andere gebeurtenis, zoals de regeerperiode van een vorst of de ambtstermijn van een magistraat. In Athene werd bijvoorbeeld verwezen naar de ambtsperiode van archonten. Lijsten van archonten, zoals die van Diodorus (480–302 v.Chr.) en Dionysius van Halicarnassus (tot 293 v.Chr.). Dit stelt hedendaagse onderzoekers in staat deze periodes nauwkeurig te dateren. Op Kos werden lijsten van priesters gebruikt, en in Milete lijsten van stephanephoroi (524–313 v.Chr.). In het Romeinse Rijk werd tot 537 n.Chr. verwezen naar de ambtstermijn van consuls, totdat keizer Justinianus overging op datering gebaseerd op de regeerperiode van de keizer.
Bij langere ambtstermijnen, zoals die van Romeinse keizers, konden jaren binnen een regeerperiode worden geteld. Als een magistraat meerdere keren in functie was, werd gespecificeerd om welke termijn het ging, zoals in 44 v.Chr., aangeduid als caesare v et antonio (tijdens het vijfde consulaat van Caesar en dat van Antonius). Dit was vooral gebruikelijk in Rome, waar herhaalde ambtstermijnen waren toegestaan.
De Griekse woordenschat kende verschillende termen voor een jaar. Het woord ἐνιαυτός (eniautos) verwijst naar een jaar gedefinieerd door een specifiek fenomeen, zoals een seizoensgebonden gebeurtenis, dat duurt tot het fenomeen zich herhaalt. Het woord ἔτος (etos) daarentegen duidt op een conventionele, vastgelegde periode.
De verscheidenheid aan kalenders en tijdsaanduidingen bemoeilijkte communicatie tussen de poleis. Om een gemeenschappelijke jaaraanduiding te creëren, werd vanaf de 3e eeuw v.Chr. door Eratosthenes de Olympiade-jaartelling geïntroduceerd. Hierbij werd een jaar aangeduid door de afstand tot de voorafgaande Olympische Spelen, waarbij het jaar van de Spelen als eerste jaar telde, het daaropvolgende als tweede, enzovoort. Deze jaartelling werd uiteindelijk door veel poleis overgenomen en gesynchroniseerd met andere kalenders, en bleef in gebruik tot in de Byzantijnse periode.

## Diachrone verschillen
De Griekse kalenders zijn doorheen de tijd erg veranderd. Al vanaf de Myceense tijd zijn er attestaties van kalenders, hoewel de bronnen in het Lineair B ons niet zoveel kunnen vertellen. Op de tabletten gevonden in Knossos en Pylos zijn er respectievelijk 8 en 6 benamingen van maanden overgeleverd. Deze vormen hangen vaak vast aan het woord ‘me-no’, waarin de Myceense vorm van het klassieke Griekse woord ‘μήν/mên’ oftewel ‘maand’ lijkt op te duiken. Verder lijkt ‘μήν/mên’ geassocieerd te zijn geweest met ‘μήνη/mênê’, het oud-Griekse woord voor ‘maan’. Deze connectie suggereert dat de Myceense kalender minstens deels lunair geweest moet zijn geweest. De namen zelf van de maanden stammen waarschijnlijk af van godennamen of lokale plaatsnamen. Aangezien de lijsten die gevonden zijn op Knossos en Pylos verschillende namen bevatten, vermoedt men dat elk paleis zijn eigen benamingen had voor de verschillende maanden, iets wat later ook van toepassing was in de stadstaten.
De elf gevonden tabletten van Knossos lijken deel uit te maken van een rituele kalender waar maandelijkse offers aan verschillende godheden worden verbonden, alsook de plaatsen en priesters die betrokken waren bij het offer. Alle beginnen ze met een maand, waarna de verscheidene offers volgen. Zo zijn er de volgende maanden vermeld:
- de-u-ki-jo-jo (genitief, van Deukios),
- wo-de-wi-jo,
- ka-ra-e-ri-jo (Dit kan gerelateerd zijn aan de maand Klareon, die geattesteerd is in het historische Ephesos en Kolophon),
- di-wi-jo-jo (genitief van Diwios. Dit kan verbonden worden met de historische benaming Dion, die onder andere gebruikt werd in Macedonië, Aetolië en Lesbos.),
- a-ma-ko-to,
- ra-pa-to (Lapatos, wat gelinkt wordt met Arkadië in de derde eeuw v.C.),
- en mogelijks ook pa-ja-ni-jo  en e-me-si-jo-jo (genitief)

In Pylos zijn de volgende maanden teruggevonden:
- pa-ki-ja-ni-jo-jo (genitief)
- di-pi-si-jo (Dit doet denken aan de Thessalische maand Dipsios.)
- me-tu-wo-ne-wo
- wa-na-se-wi-jo
- en mogelijks ook ki-ri-ti-jo-jo en po-ro-ti-wo-jo (Hier staat de verduidelijking van maand (‘me-no’) niet bij.)

Er is niets bekend over een mogelijke ordening van de geattesteerde maanden. Enkel di-wi-jo-jo, ra-pa-to, di-pi-si-jo en mogelijks ook ka-ra-e-ri-jo zijn alle harde bewijzen die duiden op continuïteit tussen de bronstijd en de historische periode wat betreft Griekse kalenders.
Een alternatieve theorie stelt dat de Griekse kalender zijn oorsprong vindt in Mesopotamië en via het Minoïsche Kreta naar Griekenland kwam, wat wijst op een discontinuïteit in de kalendertradities op het Griekse vasteland. Deze hypothese is gebaseerd op de verdeling van het Griekse jaar in equinoxen, mogelijk afgeleid van Babylonische rituelen rond de equinoxen in de maanden Nissanu (lente) en Tashritu (herfst). Daarnaast wordt de aanwezigheid van stieren in rituelen op het Minoïsche Kreta, in het historische Griekenland en in Mesopotamië aangehaald als ondersteunend bewijs. Deze theorie blijft onbewezen, omdat Lineair B-teksten geen bevestiging of weerlegging bieden.
Na de Myceense periode waren de werken van Homerus en Hesiodus van grote invloed en blijven ze belangrijk voor hedendaags onderzoek. Hun geschriften hebben informatie over kalenders bewaard die anders verloren zou zijn gegaan. Hoewel Homerus weinig expliciet over kalenders schrijft, suggereren zijn beschrijvingen van tijd een seizoensgebonden, op landbouw gericht jaar, dat eerder solair dan lunair was. Sterren speelden hierbij een belangrijke rol. Hesiodus verwijst in Werken en Dagen naar sterrenstanden om periodes in het jaar aan te duiden, zoals de opkomst van de ster Sirius bij zonsopgang in juli en augustus, geassocieerd met hitte (Werken en Dagen 587). Ook natuurfenomenen dienden als tijdsaanduiding; Homerus noemt bijvoorbeeld de komst van een migrerende reiger als teken van naderende winterse buien (Ilias 3.3-6).
Naast seizoensgebonden kalenders ontstonden in de loop der tijd religieuze en politieke kalenders met lokale variaties. Na de Macedonische inval werd de Macedonische kalender invloedrijk. De eenwording van de Griekse poleis onder Macedonische heerschappij leidde tot de geleidelijke verspreiding van deze kalender, die de meest gedocumenteerde Griekse kalender werd. De inlijving van Griekenland in het Romeinse Rijk had eveneens een significante invloed op de ontwikkeling van de kalender.